# Palazzi di Livorno

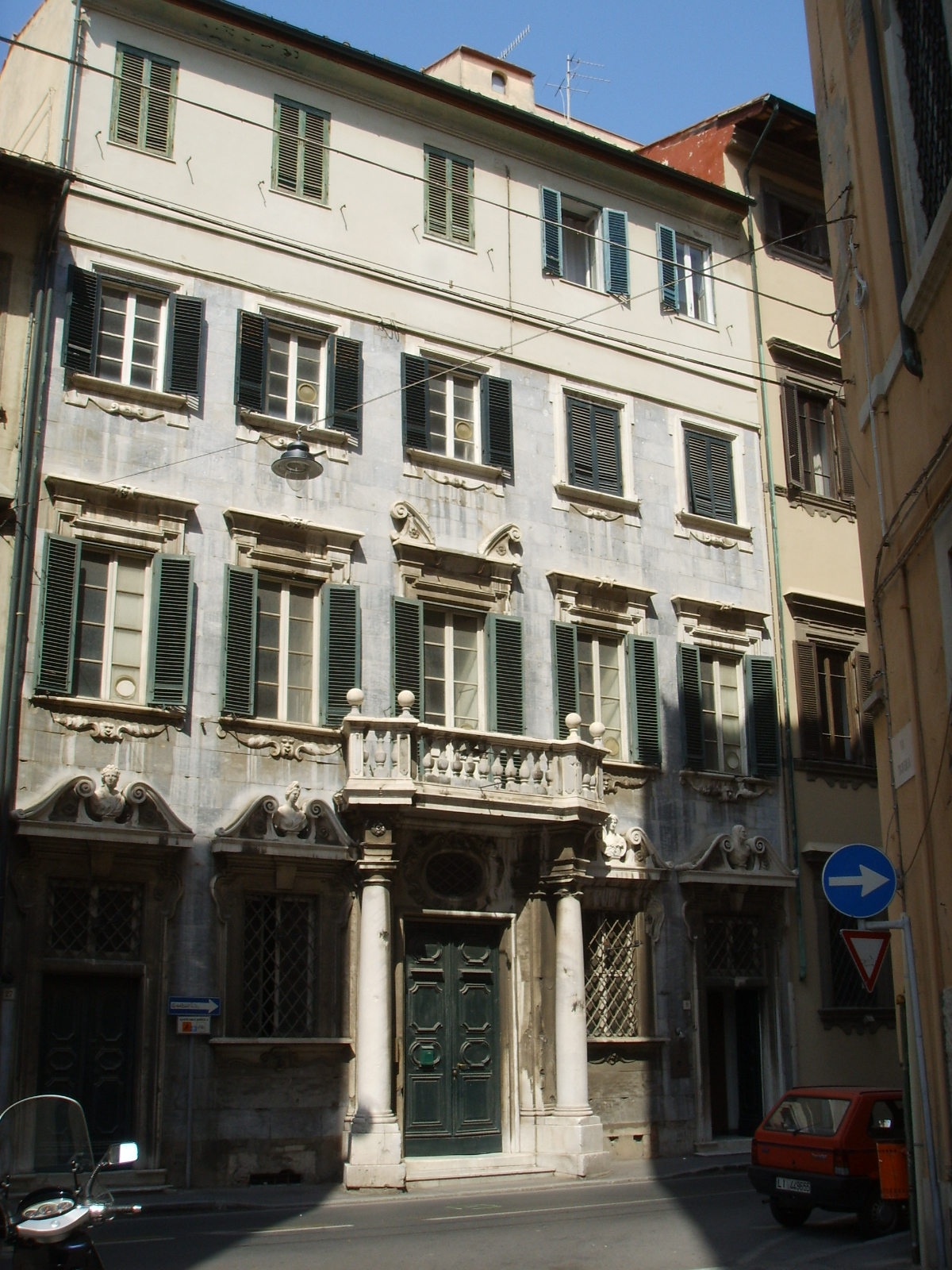
Palazzo delle Colonne di marmo

Lista dei principali palazzi di Livorno.

## Storia

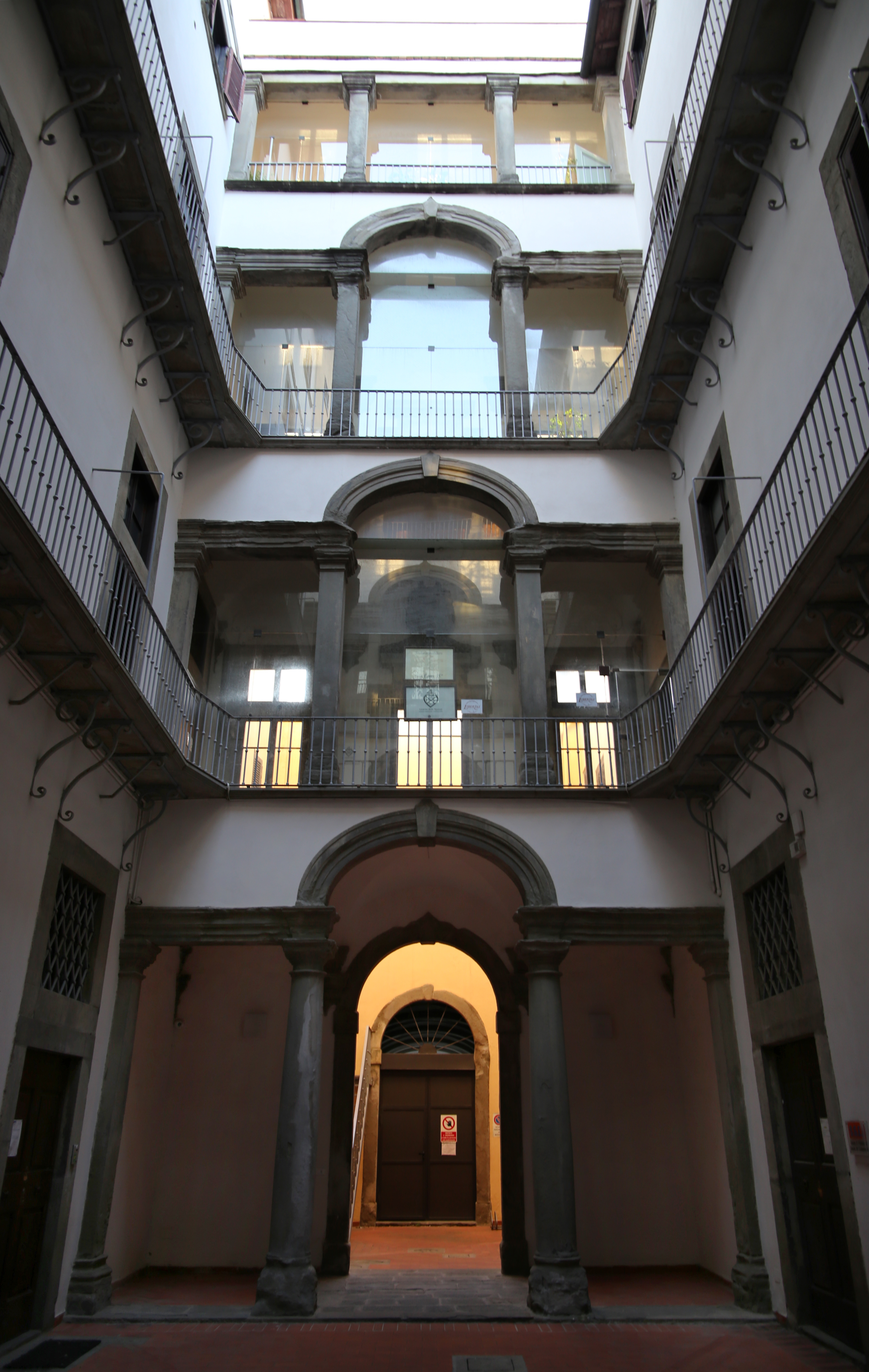
Palazzo Huigens

La fondazione della città medicea non coincise con la costruzione di importanti palazzi aristocratici, che invece trovavano sede nella vicina Pisa; le strutture livornesi erano caratterizzate da una maggiore ricerca di funzionalità, sia nella ripartizione degli ambienti, che nella scelta dei materiali da costruzione.
Esempi di questa concezione sono i più antichi edifici giunti sino ai giorni nostri, tra i quali possiamo ricordare il Palazzo Mediceo (XVI secolo) e quello della Palazzo della Dogana (1648), piuttosto spogli di elementi decorativi, ma che contribuiscono a definire un quadro d'insieme assai ricco ed interessante: infatti, è stato osservato che Livorno probabilmente costituisce il primo esempio in Italia di architettura diffusa.
Per tutto il Seicento ed il Settecento furono innalzati analoghi edifici; la presenza di un apparato decorativo più sofisticato era molto raro, tanto che veniva a caratterizzare immediatamente il nome dell'edificio: un esempio ben conservato è da ricercare nel Palazzo delle Colonne di marmo, attribuito, non senza incertezze, a Giovan Battista Foggini, uno dei più importanti architetti toscani dell'epoca.
Nell'Ottocento il palazzo di città assunse maggiore importanza: la borghesia livornese, nel quadro del grande sviluppo urbanistico della città, contribuì alla costruzione di raffinati edifici quali il Palazzo de Larderel, frutto di una progressiva trasformazione di una serie di edifici minori, nei quali trovavano posto anche le attività industriali della famiglia.
Invece, la prima parte del Novecento fu incentrata attorno agli sventramenti attuati nel centro cittadino, che favorirono la formazione di episodi in netto contrasto tra loro: al razionalismo del Palazzo del Governo si contrappose ad esempio l'eclettismo delle nuove costruzioni poste dietro il Duomo, lungo la via Cairoli.
La seconda parte del medesimo secolo è invece caratterizzata dalla ricostruzione della città a seguito dei bombardamenti dell'ultimo conflitto mondiale; l'emblema della ricostruzione è da ricercare nelle controverse vicende di Palazzo Grande (il cosiddetto Nobile interrompimento), che, malgrado alcune soluzioni architettoniche all'avanguardia, portò alla cancellazione di piazza Grande.

## Pentagono del Buontalenti

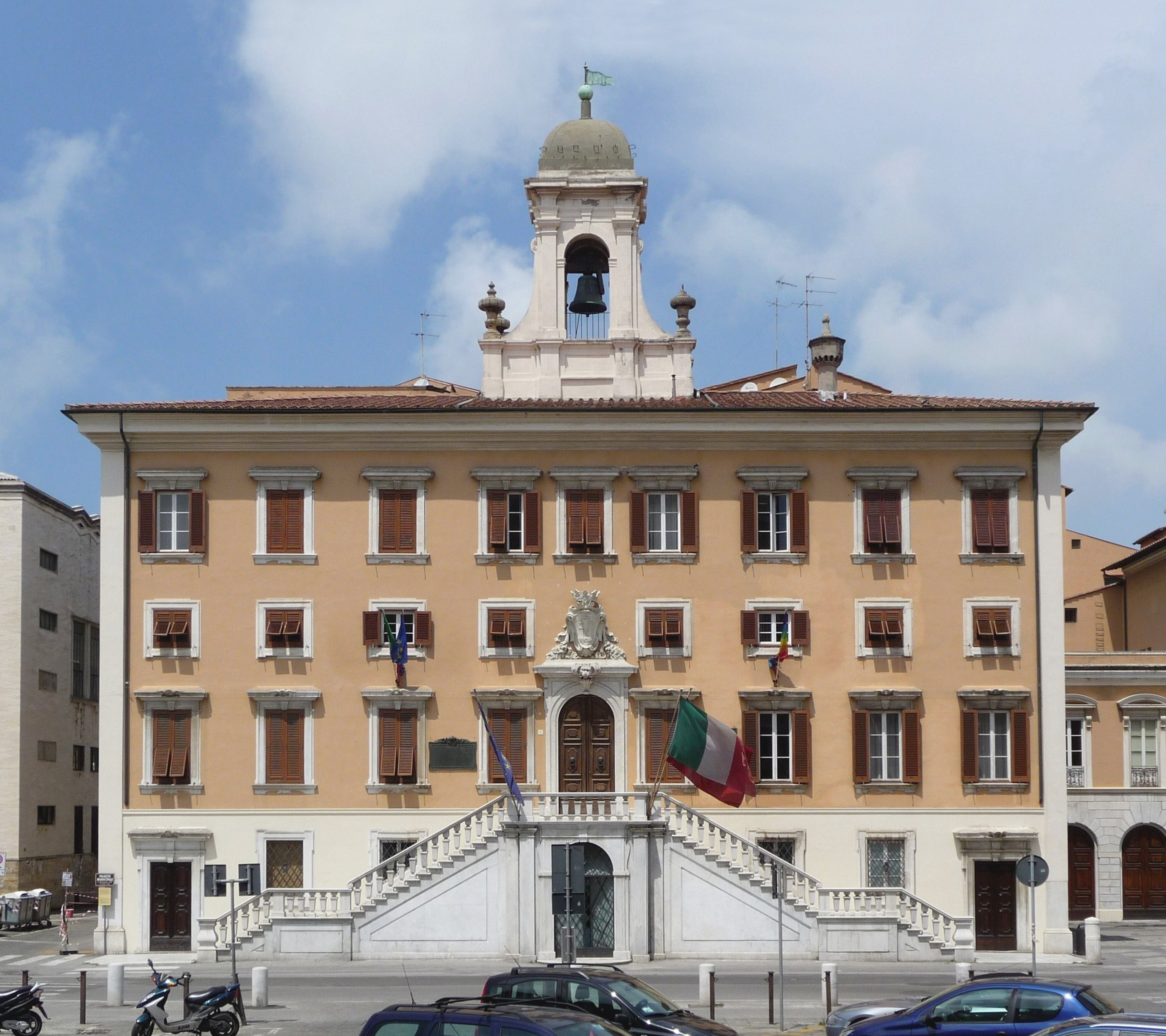
Palazzo Comunale

Palazzo dell'Aquila Nera

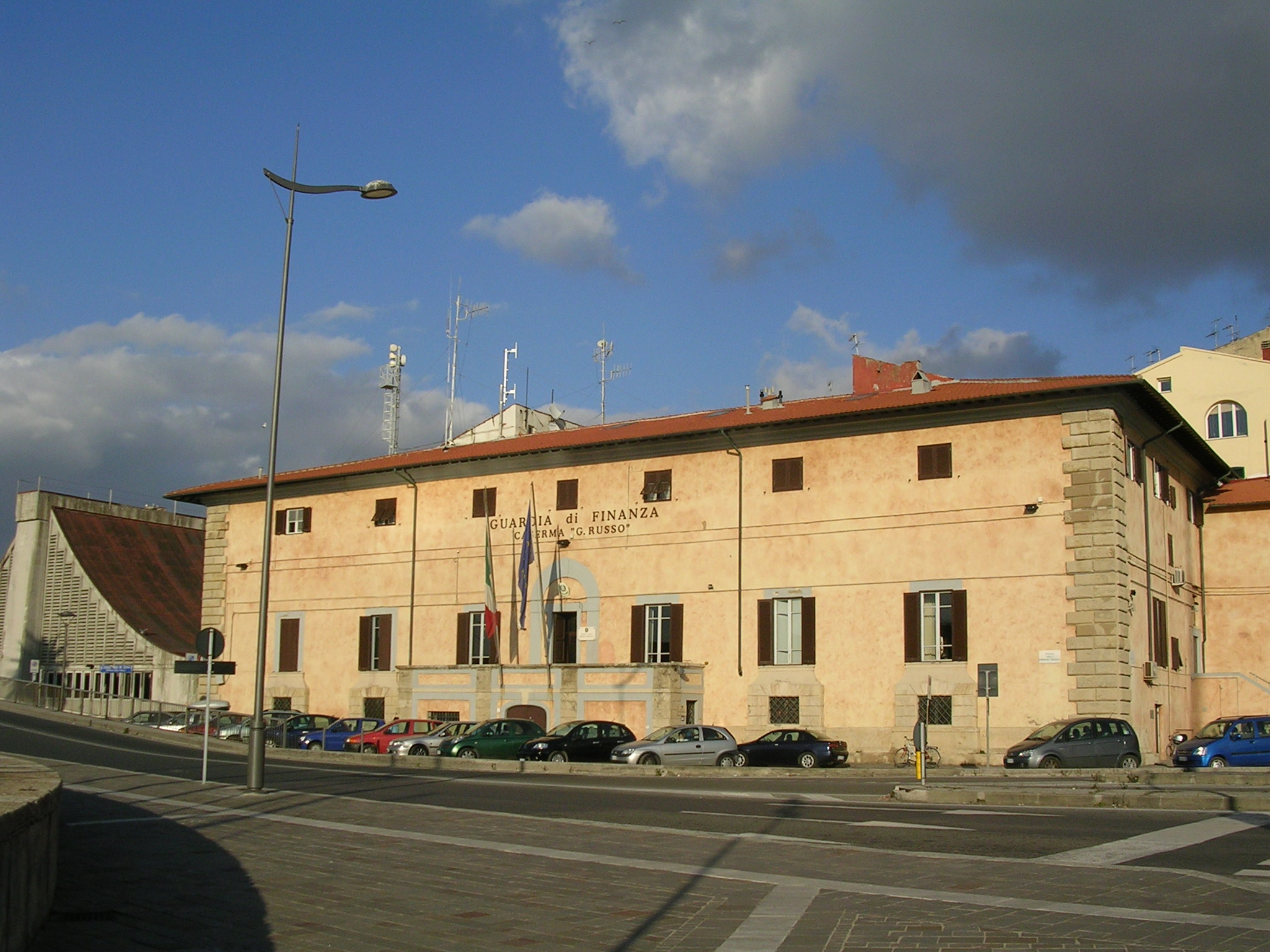
Palazzo Mediceo, il più antico palazzo, propriamente inteso, della città

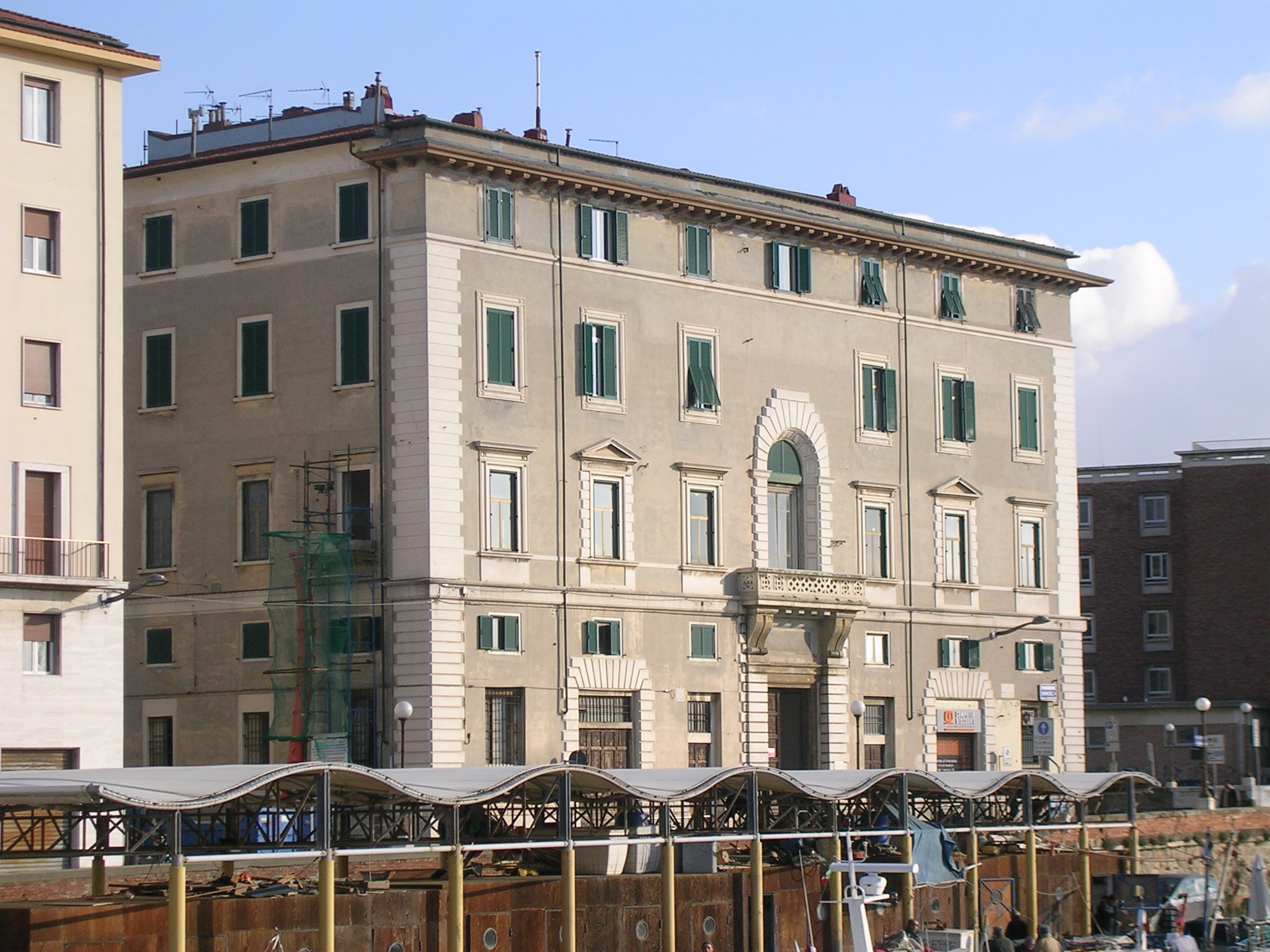
Palazzo Squilloni

Palazzo ComunaleÈ sede dell'amministrazione comunale della città e risale al XVIII secolo. Danneggiato dai bombardamenti della seconda guerra mondiale, è stato restaurato e riconsegnato alla cittadinanza nel dicembre del 1949.
Palazzo dell'Aquila NeraCostruito lungo il Fosso Reale, sorse tra il Palazzo Maurogordato e il Palazzo Squilloni intorno alla metà dell'Ottocento. Prende il nome dall'albergo per il quale fu costruito.
Palazzo del GovernoProgettato negli anni immediatamente antecedenti alla seconda guerra mondiale, il Palazzo del Governo, con la sua grande e articolata mole, si colloca tra le più interessanti opere realizzate dal regime fascista in città. Sorge nell'area un tempo occupata dal Bagno dei forzati.
Palazzo del PicchettoÈ un grande palazzo, oggi sede del Presidio Militare e del Circolo Ufficiali, situato presso il Cisternino di città. Fu costruito all'inizio del Settecento su progetto di Giovan Battista Foggini ed è l'unico palazzo di via Grande ad essere scampato ai bombardamenti del 1943 e non demolito dalla successiva ricostruzione.
Palazzo della DoganaSituato tra il Palazzo Comunale e la chiesa di San Giovanni Battista, fu costruito intorno alla metà del Seicento e dal 1872 divenne sede della Camera di Commercio. Presenta un grande portico con arcate a tutto sesto.
Palazzo della GalleriaLa sua costruzione, lungo la via Cairoli, si deve al massiccio piano di risanamento portato avanti negli anni venti del XX secolo. L'edificio è caratterizzato da una galleria pedonale inquadrata da una serliana in facciata.
Palazzo del PortualeRisale agli anni cinquanta del XX secolo, quando la Compagnia Lavoratori Portuali volle innalzare la propria sede nei pressi della Fortezza Vecchia e del Palazzo del Governo. Oggi ospita anche un cinema-teatro. L'immobile è stato ritenuto di particolare pregio architettonico nell'ambito del Piano Regolatore Generale del 1999.
Palazzo delle PosteFronteggia il palazzo della Galleria e presenta un'architettura ispirata ai modelli del Manierismo e del Rinascimento toscano. L'interno, riccamente decorato, è stato restaurato nei primi anni del Duemila: in passato ha ospitato un set del film È arrivato mio fratello.
Palazzo GrandeSi trova al centro di piazza Grande, dove fu costruito nell'immediato dopoguerra. Progettato da Luigi Vagnetti, è costituito da due corpi di fabbrica distinti, collegati tra loro per mezzo di una galleria coperta. Da molti ritenuto il simbolo della scellerata ricostruzione cittadina, il Palazzo presenta tuttavia elementi architettonici di rilievo.
Palazzo GranducaleD'origine seicentesca, prima delle trasformazioni postbelliche era situato in piazza Grande. Danneggiato durante l'ultima guerra, fu demolito quanto rimaneva e ricostruito solo in parte ed in posizione più arretrata, per ampliare la piazza antistante al municipio, perdendo però ogni rilevanza storica.
Palazzo MaurogordatoEdificato su progetto di Giuseppe Cappellini intorno alla metà dell'Ottocento, è ubicato lungo il Fosso Reale e, con la sua mole severa ed imponente, richiama l'architettura degli antichi palazzi fiorentini. Ricchi gli interni del piano nobile con stucchi e affreschi.
Palazzo MediceoÈ un antico palazzo del tardo XVI secolo edificato come residenza della corte medicea. Si trova proprio davanti alla Fortezza Vecchia e oggi, restaurato, ospita la caserma della Guardia di Finanza.
Palazzo ReggioFu edificato nei pressi del Palazzo Maurogordato negli anni cinquanta del XIX secolo e nel 1860 era già abitato. Internamente è decorato con pitture in perfetta linea con stili che vanno dal gusto neoclassico all'Eclettismo.
Palazzo SquilloniSi trova tra gli scali Cialdini e il Fosso Reale. Rappresenta una tipica architettura dell'Ottocento livornese, quando le antiche fortificazioni lungo i fossati furono abbattute per costruire imponenti palazzi. Fu innalzato dopo il 1846, quando già esisteva un palazzo con quel nome sulla vicina piazza del Cantiere (piazza Micheli).
Scuola Antonio BenciÈ un imponente edificio scolastico che sorge dinnanzi al Mercato delle vettovaglie ove una volta era una piazzetta (Piazza Poerio),  speculare con l'analoga posta sugli scali Manzoni. Fu progettato da Angiolo Badaloni e inaugurato nel 1893.

## Venezia Nuova

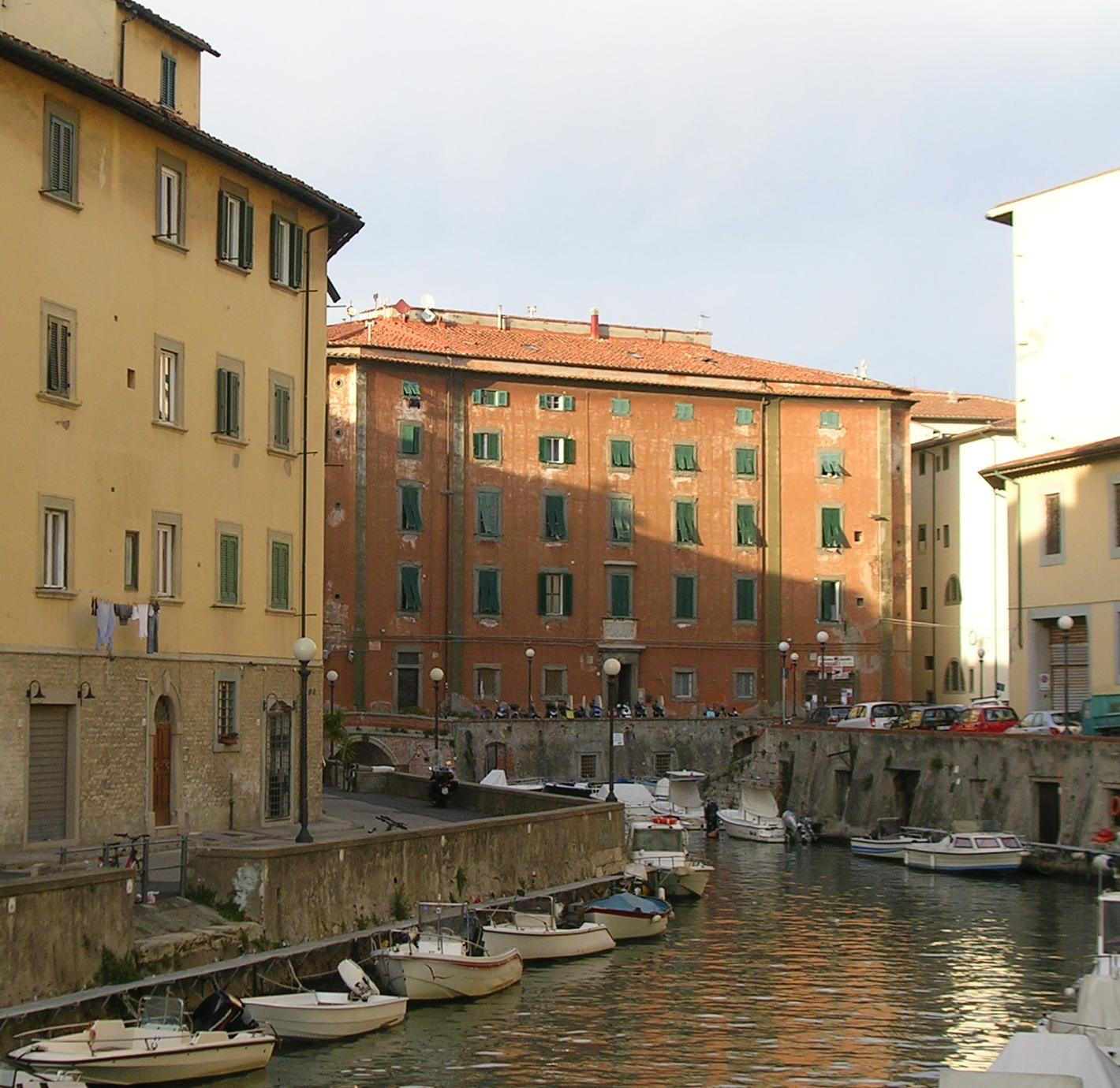
Palazzo del Refugio

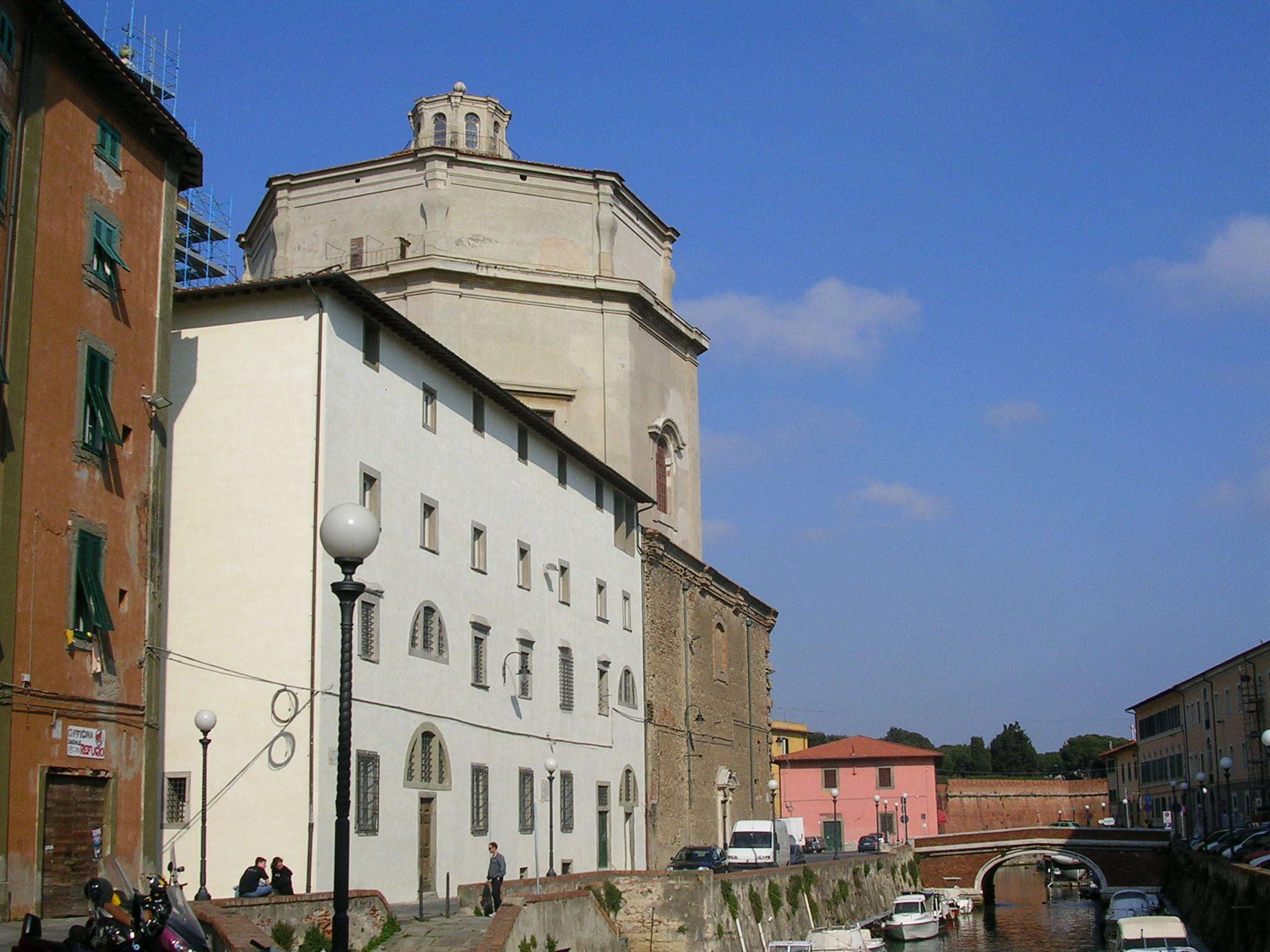
L'ex Convento dei Domenicani

Bottini dell'olioQuesto palazzo, realizzato nel 1705 per il deposito dell'olio, oggi ospita alcuni locali della Biblioteca Labronica ed è utilizzato per manifestazioni culturali, soprattutto durante l'estate. Una parte è diventata la sede del "Museo civico" ove sono raccolte le collezioni comunali che testimoniano la storia della città dalla tarda preistoria ad oggi.
Palazzo dei DomenicaniAttiguo alla chiesa di Santa Caterina, ha ospitato sin dal XVIII secolo il convento dei frati domenicani. In seguito fu trasformato in carcere e attualmente sono stati portati avanti dei lavori per farne la nuova sede dell'Archivio di Stato di Livorno.
Palazzo del Monte di pietàSi trova in via Borra e fu edificato tra il 1701 e il 1710 secondo il progetto di Giuliano Ciaccheri. Nel 1899 fu restaurato ad opera di Carlo Frullani, con l'aggiunta di una nuova scala.
Palazzo delle Colonne di marmoÈ uno dei più eleganti palazzi della Venezia Nuova, sito a Via Borra 29, fu eretto su disegno di Giovan Battista Foggini per conto della famiglia Gamberini. Nei primi anni del Novecento fu annesso all'adiacente Monte di Pietà. Prende il nome dalle eleganti colonne marmoree che ne decorano la facciata.
Palazzo del RefugioEdificato nella seconda metà del Settecento nei pressi della chiesa di Santa Caterina, ove una volta era un camposanto cattolico; ha ospitato una casa di accoglienza per orfani, per essere sede, dal 1825, della Scuola di Architettura Ornato e Agrimensura e, dal 1871, di un istituto professionale. Fu danneggiato durante la seconda guerra mondiale e adibito ad uso d'abitazioni civili.
Palazzo di GiustiziaIn origine ospitava una chiesa ed un convento dei Gesuiti aperti nel 1701 e successivamente, con l'istituzione della Diocesi di Livorno, fu residenza vescovile (1806). Nel 1857 divenne sede del Tribunale civile e penale, mentre i vescovi si trasferirono nel nuovo seminario presso la chiesa di Sant'Andrea.
Palazzo HuigensSituato nel cuore della Venezia Nuova, è un palazzo settecentesco caratterizzato da una piccola corte interna delimitata da eleganti loggiati sui quali si affacciano i vari appartamenti. Apparteneva ad una delle famiglie mercantili più ricche della città.
Palazzo RoscianoIl nucleo originario risale alla seconda metà del XVII secolo ed in seguito allo smantellamento delle vicine fortificazioni fu elevato per quattro piani fuori terra. Divenuto da palazzo signorile a scuola elementare, oggi è sede dell'Autorità portuale labronica.
Pescheria NuovaFu utilizzata dapprima per la vendita del pesce e successivamente l'edificio fu adibito a magazzino; in seguito, fino alla seconda metà del Novecento, divenne sede dei vigili del fuoco. Oggi qui si trovano alcuni uffici comunali. L'edificio risale al XVIII secolo.

## Entro la cinta daziaria

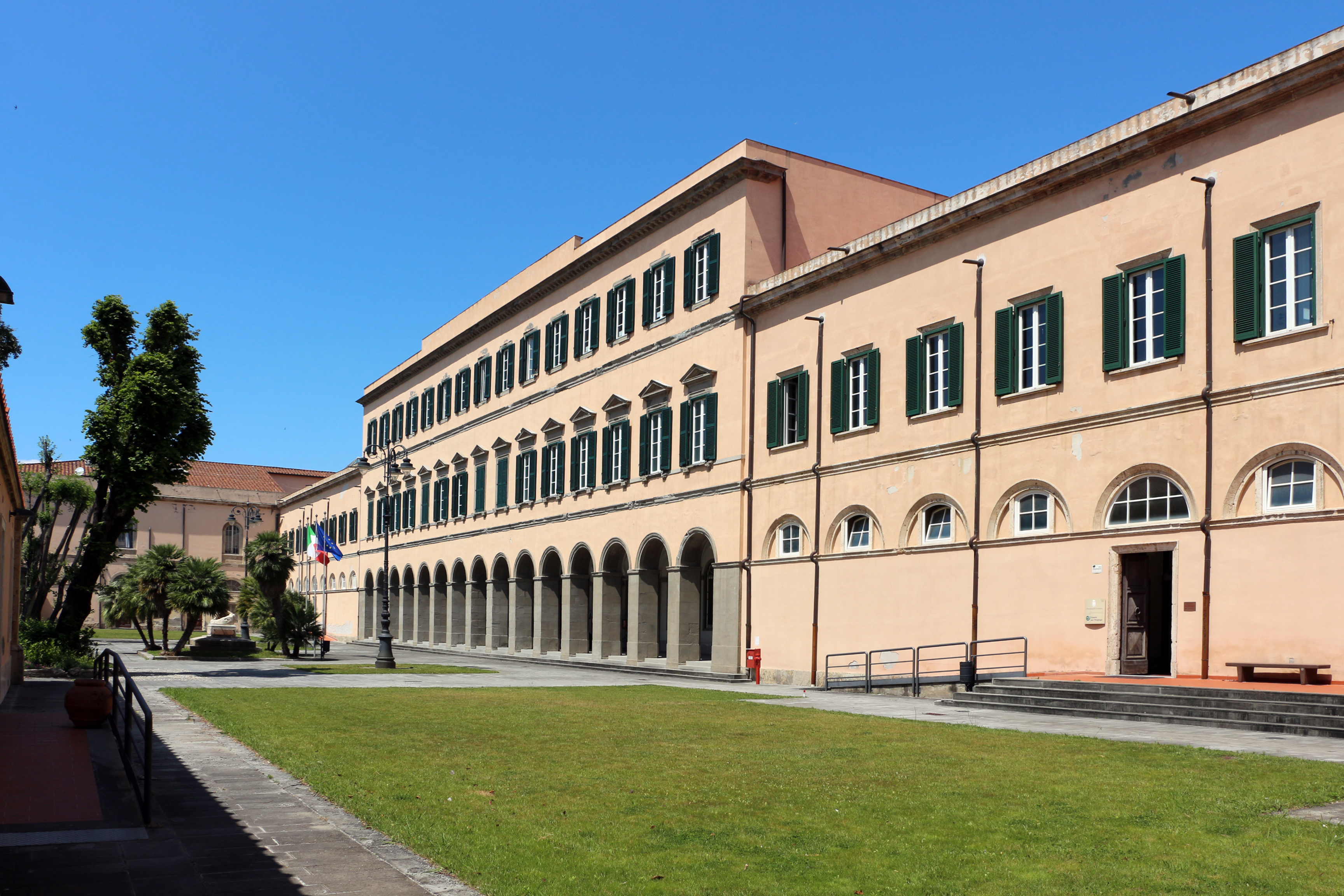
Complesso "A. Gherardesca"

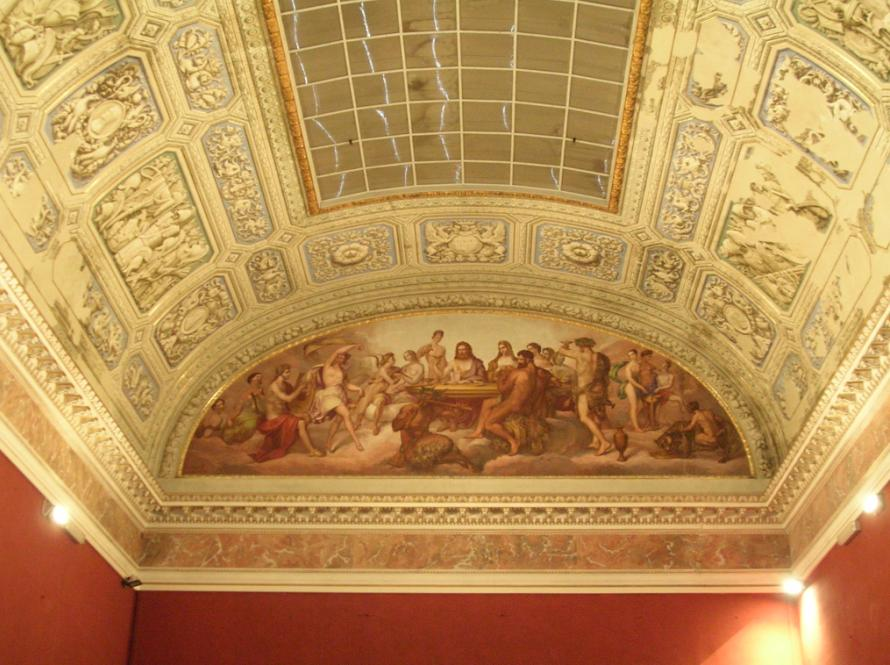
Dettaglio del Palazzo de Larderel

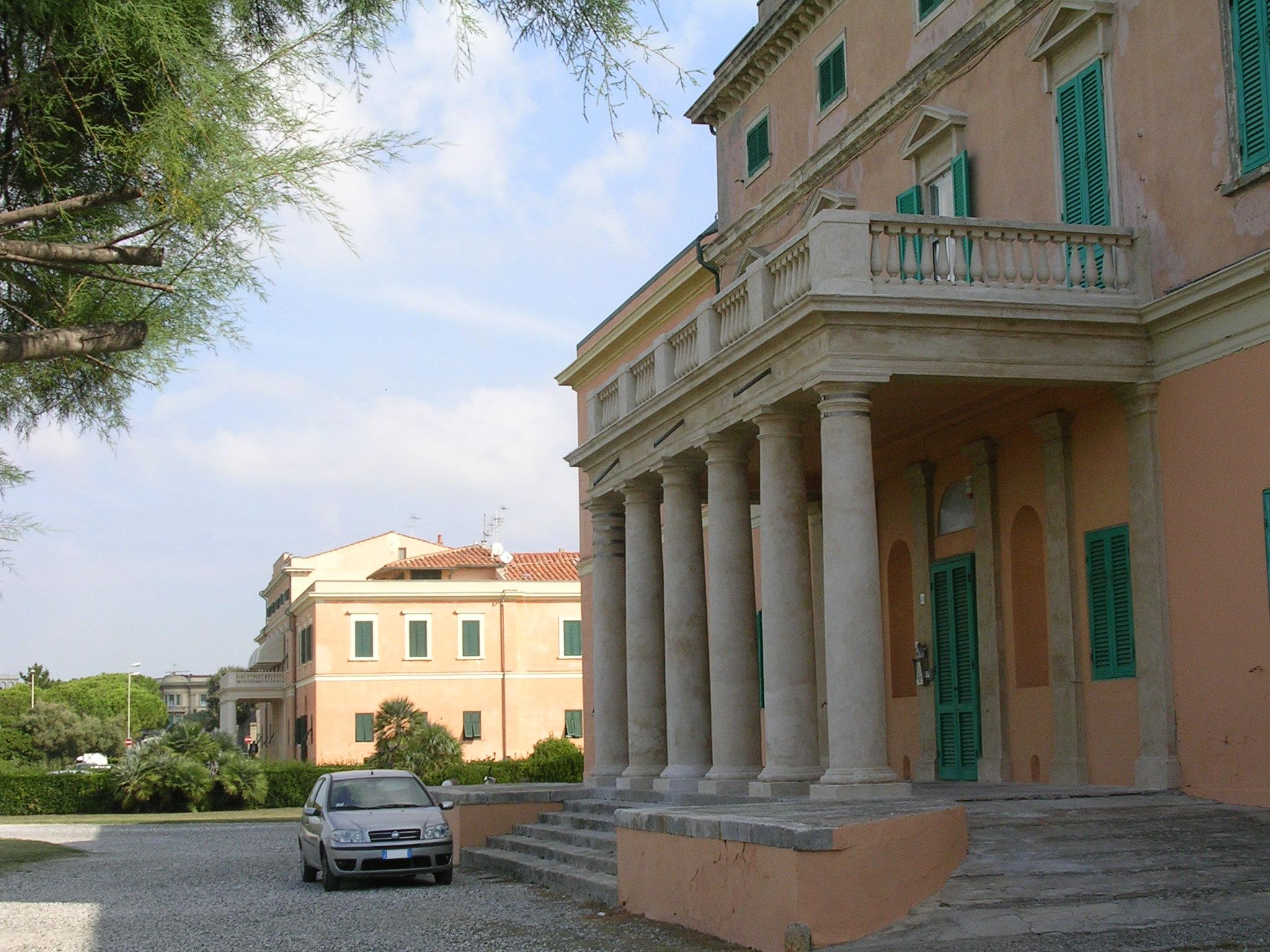
Casini d'Ardenza

Palazzo de LarderelÈ il più sontuoso palazzo cittadino. Ubicato sulla via omonima, fu residenza della importante famiglia de Larderel. In origine era costituito da alcune palazzine isolate che furono unite intorno alla metà dell'Ottocento dietro ad una monumentale facciata, caratterizzata da un raffinato timpano riccamente decorato.
Complesso "A. Gherardesca"Costruito intorno alla metà dell'Ottocento, in origine era un ricovero per poveri; fu progettato da Alessandro Gherardesca e completato da Angiolo della Valle. Oggi, proprietà della Provincia, ospita alcune istituzioni scolastiche e culturali.
Palazzo Santa ElisabettaRisale alla seconda metà del XIX secolo e si eleva sul modello dei palazzi del Rinascimento fiorentino. Appartenne alla duchessa di Santa Elisabetta, da cui prese il nome, ma è anche noto come Palazzo Patron.
Grattacielo di piazza MatteottiCon i suoi 91 metri è l'edificio più alto di Livorno e rappresenta una delle architetture più significative del Novecento. È stato progettato negli anni cinquanta dal celebre Giovanni Michelucci su incarico del Ministero del Tesoro. Sorge a poca distanza dalla Villa Fabbricotti.
Hotel PalazzoSi tratta di un grande e lussuoso albergo ubicato davanti alla Terrazza Mascagni e caratterizzato da una imponente facciata sormontata da due caratteristiche torrette. Fu costruito nella seconda metà del XIX secolo per volontà di Bernardo Fabbricotti, già proprietario dell'omonima villa livornese.
Palazzo StubLe origini del palazzo, attribuito al disegno di Riccardo Calocchieri, risalgono all'urbanizzazione delle aree esterne al Rivellino di San Marco; qui, in un lotto di terreno compreso tra il Fosso Reale ed il Canale dei Navicelli, Gherardo Stub fece costruire, precedentemente al 1829, la propria dimora.
Palazzina ZalumCostruita intorno al 1909, è un esempio di architettura eclettica d'inizio secolo; l'interno, riccamente decorato, è caratterizzato da un doppio volume sul quale si affaccia il ballatoio del piano superiore.

## Altre zone
Grand Hotel CoralloProgettato da Angiolo Badaloni, sorse nei primi anni del Novecento a seguito della costruzione di uno stabilimento termale. È ubicato nei pressi della Stazione Centrale.
Casini d'ArdenzaSono situati ad Ardenza e rappresentano una delle architetture più interessanti del Lungomare. Nell'Ottocento erano un'elegante struttura ricettiva suddivisa in numerosi appartamenti. Il progetto si deve a Giuseppe Cappellini, che per alcuni si ispirò al Crescent di Bath.